# Euonthophagus crocatus
Euonthophagus crocatus es una especie de coleóptero de la familia Scarabaeidae.

## Distribución geográfica
Habita en el paleártico: el Magreb y quizá sur de la península ibérica y sur de Italia.